# ميان رود (بالا خيابان ليتكوة)
میان رود (بالفارسية: میان‌رود) هي قرية تقع في إيران في قسم بالا خیابان لیتکوة الريفي. يقدر عدد سكانها بـ 104 نسمة .